# Donal Donnelly

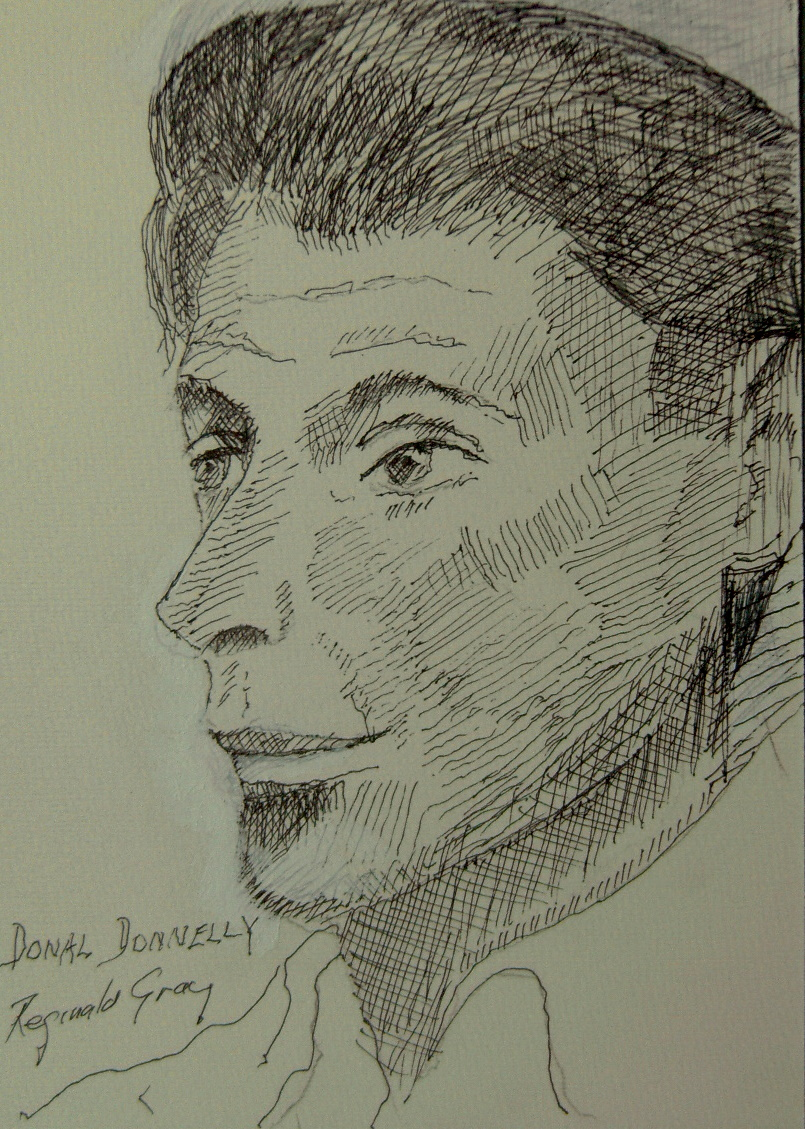
Donal Donnelly, Zeichnung von Reginald Gray aus dem Jahr 1956

Donal Donnelly (* 6. Juli 1931 in Bradford, West Yorkshire; † 4. Januar 2010 in Chicago, Illinois) war ein englisch-irischer Schauspieler.

## Leben
Donnelly wurde im Nordwesten Englands als Sohn eines aus Nordirland stammenden Vaters und einer irischen Mutter geboren. Er wuchs in Dublin auf, wohin die Familie in Donnellys Jugend gezogen war.
Donnelly besuchte die Synge Street Christian Brothers School in Dublin. Während der Schulzeit wirkte er bereits in Theateraufführungen seiner Schule mit, unter anderem gemeinsam mit Milo O’Shea, Eamonn Andrews und Jack MacGowran.
Nach Abschluss seiner Schulzeit wurde er Mitglied der Anew McMaster's Irish Repertory Company, eines Tournee-Theaters, mit dem er in Irland und England gastierte. Später spielte er auch in einer von Cyril Cusack geleiteten Theaterkompagnie. Sein offizielles Bühnendebüt erfolgte 1952 am Gate Theatre in Dublin in einer Produktion von Dr. Faustus.
Ab Ende der 1950er Jahre ging Donnelly als Theaterschauspieler nach London und trat im West End auf. Dort spielte er 1958 am Lyric Hammersmith Theatre den Tommy Owens in Shadow of a Gunman von Sean O’Casey. 1959 folgte am Royal Court Theatre der Sparky in Sergeant Musgrave's Dance von John Arden. 1960 übernahm er an der Seite von Siobhán McKenna am Piccadilly Theatre die Rolle des Christy Mahon in Der Held der westlichen Welt (The Playboy of the Western World) von John Millington Synge. 1962 spielte er am Mermaid Theatre in Red Roses for Me, ebenfalls von Sean O’Casey.
1964 kehrte er nach Irland zurück und spielte am Gaiety Theatre in Dublin die Rolle des Garreth O’Donnell (Gar) in der Uraufführung des Theaterstücks Philadelphia Here I Come! von Brian Friel.
1966 gab er an der Seite von Helen Hayes sein Debüt am Broadway, ebenfalls in Philadelphia Here I Come!. 1966 wurde er für diese schauspielerische Leistung als bester Schauspieler in einem Drama für den Tony Award nominiert. Donnelly spielte daraufhin regelmäßig am Broadway. 1968 übernahm er am Brooks Atkinson Theatre von Albert Finney die Rolle des Bri in A Day in the Death of Joe Egg von Peter Nichols. 1979 spielte er gemeinsam mit James Mason am Longacre Theatre den Teddy in der Uraufführung von Faith Healer. Weitere wichtige Rollen waren 1979 am Booth Theatre, an der Seite von David Bowie, der Dr. Frederick Treves in The Elephant Man von Bernard Pomerance, 1982 am Roundabout Theatre der Maitland in Das Haus im Kreidegarten (The Chalk Garden) von Enid Bagnold und 1984 am Ford’s Theatre der Scrooge in einer Bühnenfassung von A Christmas Carol von Charles Dickens. 1989 spielte er am Circle in the Square Theatre den Juden Weiskopf in Joshua Sobols Theaterstück Ghetto.
In den 1990er Jahren trat Connelly am Broadway wiederum in Theaterstücken von Brian Friel auf: 1991 am Plymouth Theatre in Dancing at Lughnasa und 1995 ebenfalls am Plymouth Theatre in Translations. Die Produktion von Dancing at Lughnasa gewann 1991 den Tony Award. 2006 spielte Donnelly seine letzte Bühnerolle am Broadway, in Don Juan in Hell aus der Komödie Mensch und Übermensch von George Bernard Shaw.
Donnelly spielte auch in zahlreichen Kinofilmen und Fernsehproduktionen mit. John Ford engagierte ihn bereits in den 1950er Jahren als Nebendarsteller für seine Filme The Rising of the Moon (1957) und Gideon’s Day (1958). 1964 spielte er mit Rita Tushingham unter der Regie von Richard Lester in der britischen Filmkomödie Der gewisse Kniff. Zu Donnellys bekanntesten Filmrollen gehörten 1987 der Freddy Malins in John Hustons The Dead, einer Verfilmung der gleichnamigen Kurzgeschichte von James Joyce, und 1990 der Erzbischof Gilday in Der Pate III von Francis Ford Coppola.
Donnelly lebte seit 1979 in Westport, Connecticut. Er starb nach längerer Krankheit im Januar 2010 im Alter von 78 Jahren an Krebs.

## Filmografie (Auswahl)
- 1957: The Rising of the Moon
- 1958: Chefinspektor Gideon (Gideon’s Day)
- 1962: Mit Schirm, Charme und Melone (The Avengers; Fernsehserie, 1 Folge)
- 1965: Cassidy, der Rebell (Young Cassidy)
- 1965: Der gewisse Kniff (The Knack… and How to Get It)
- 1969: Department S (Fernsehserie, 1 Folge)
- 1970: Das zweite Leben des Mr. Soames (The Mind of Mr. Soames)
- 1970: Waterloo
- 1987: Die Toten (The Dead)
- 1990: Der Pate III (The Godfather Part III)
- 1994: Mesmer
- 1995: Ein irischer Sommer (Korea)
- 1998: Liebe und Leidenschaft (Love & Rage)